# Itna
Itna è un sottodistretto (upazila) del Bangladesh situato nel distretto di Kishoreganj, divisione di Dacca. Si estende su una superficie di 401,94 km² e conta una popolazione di 164.127  abitanti (censimento 2011).